# بادی هیلد
بادی هیلد (انگلیسی: Buddy Hield؛ زادهٔ ۱۷ دسامبر ۱۹۹۲) بازیکن بسکتبال اهل باهاما است.
از باشگاه‌هایی که در آن بازی کرده‌است می‌توان به ساکرامنتو کینگز اشاره کرد.